# Верхневеденеевский
Верхневеденеевский — посёлок в Белореченском районе Краснодарского края России. Входит в состав Первомайского сельского поселения.

## География
Расположен в 7,4 км от центра поселения и в 10 км от районного центра.

### Улицы
- пер. Вознесенский,
- ул. Веденеева,
- ул. Гагарина,
- ул. ГЭС-2,
- ул. Шоссейная.

## История
Посёлок Верхневеденеевский Рязанского района зарегистрирован 4 августа 1952 года решением Краснодарского крайисполкома. 22 августа 1953 года территория Рязанского района вошла в состав Белореченского района.

## Население
| 2002 | 2010 |
| ---- | ---- |
| 403  | ↗621 |